# Quintilian

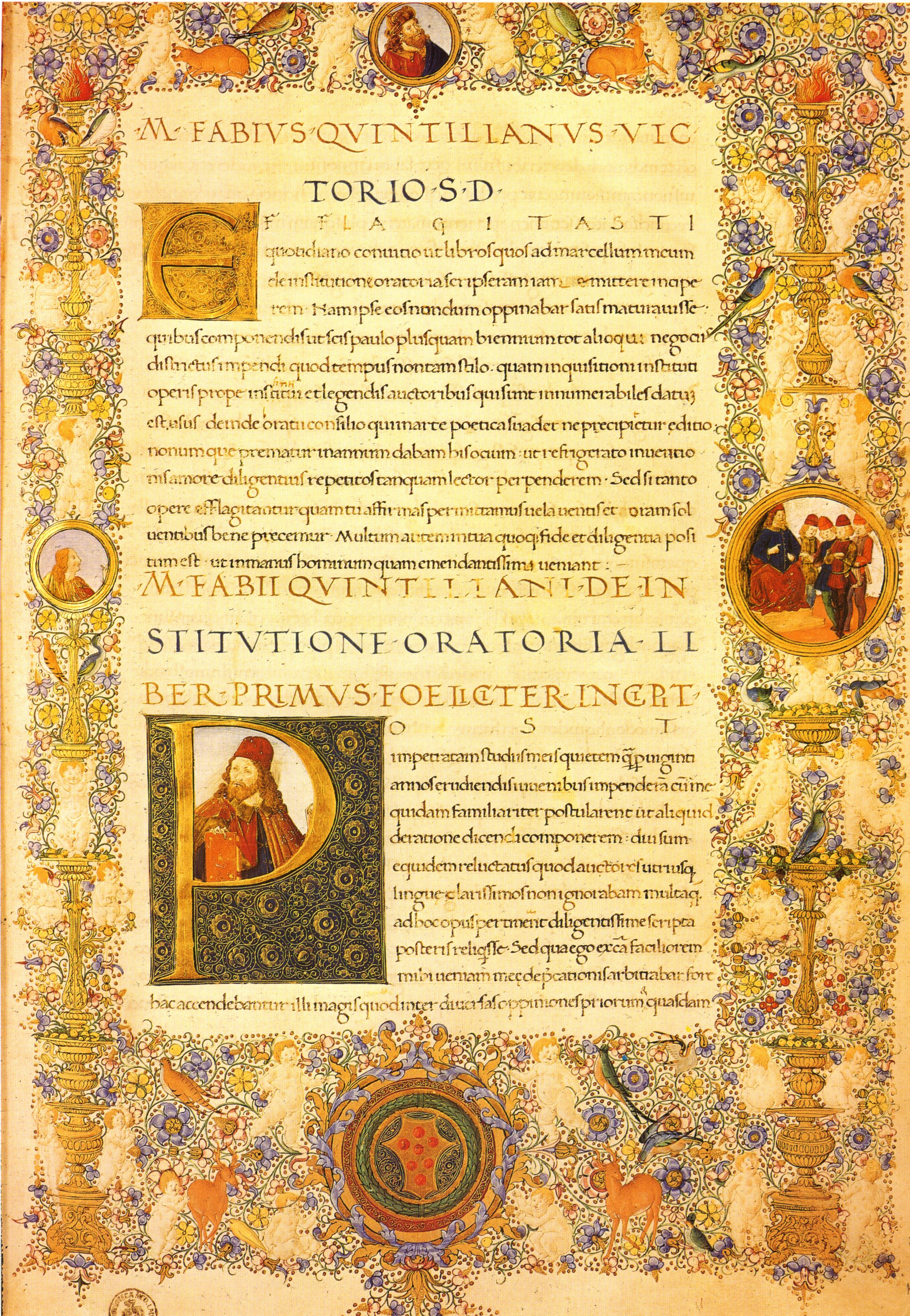
Quintilians Institutio oratoria in der Handschrift Florenz, Biblioteca Medicea Laurenziana, Plut. 46.12, fol. 1r, aus dem Jahr 1476

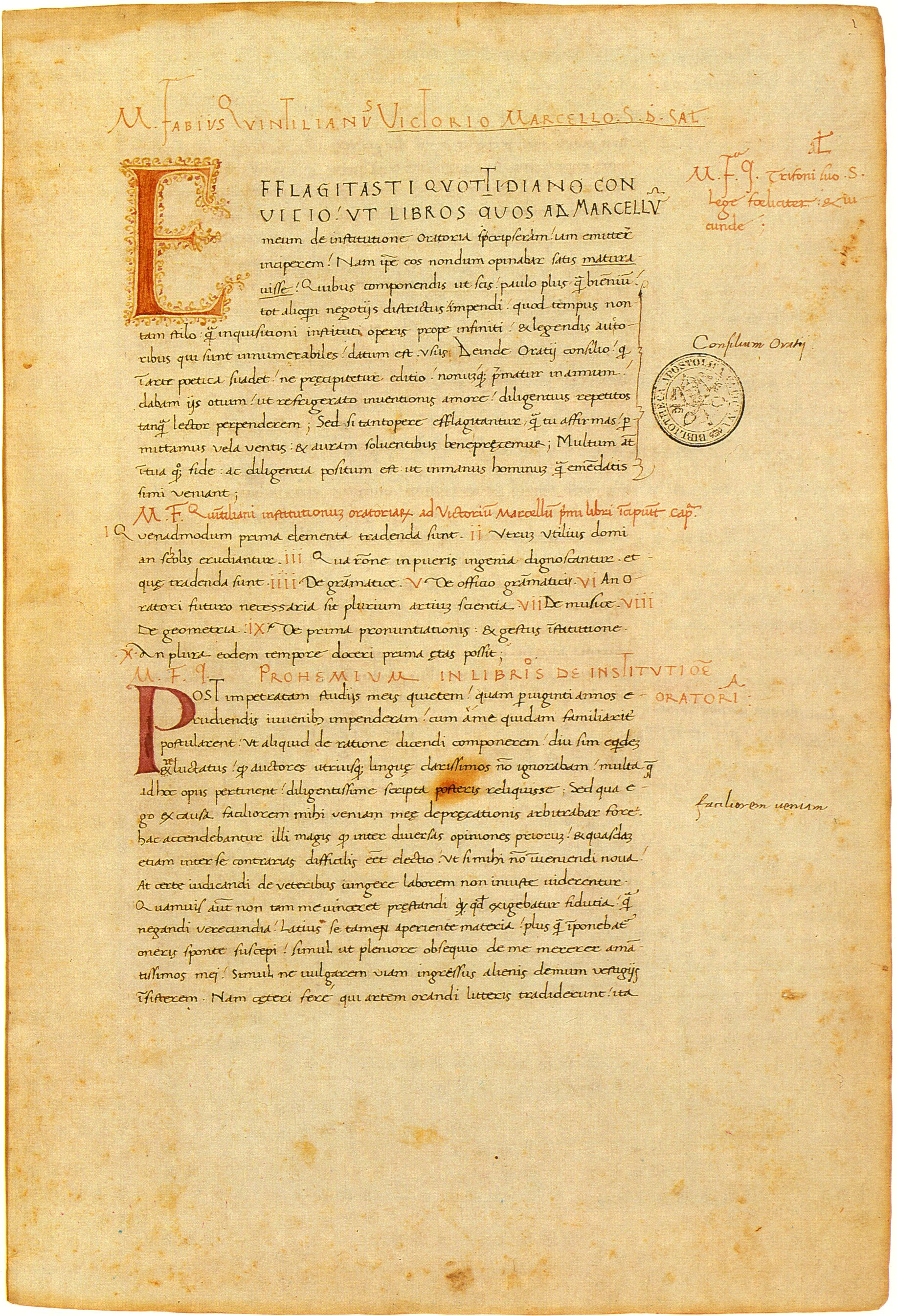
Quintilians Institutio oratoria in der Handschrift Rom, Biblioteca Apostolica Vaticana, Vaticanus Palatinus lat. 1556, fol. 1r (15. Jahrhundert)

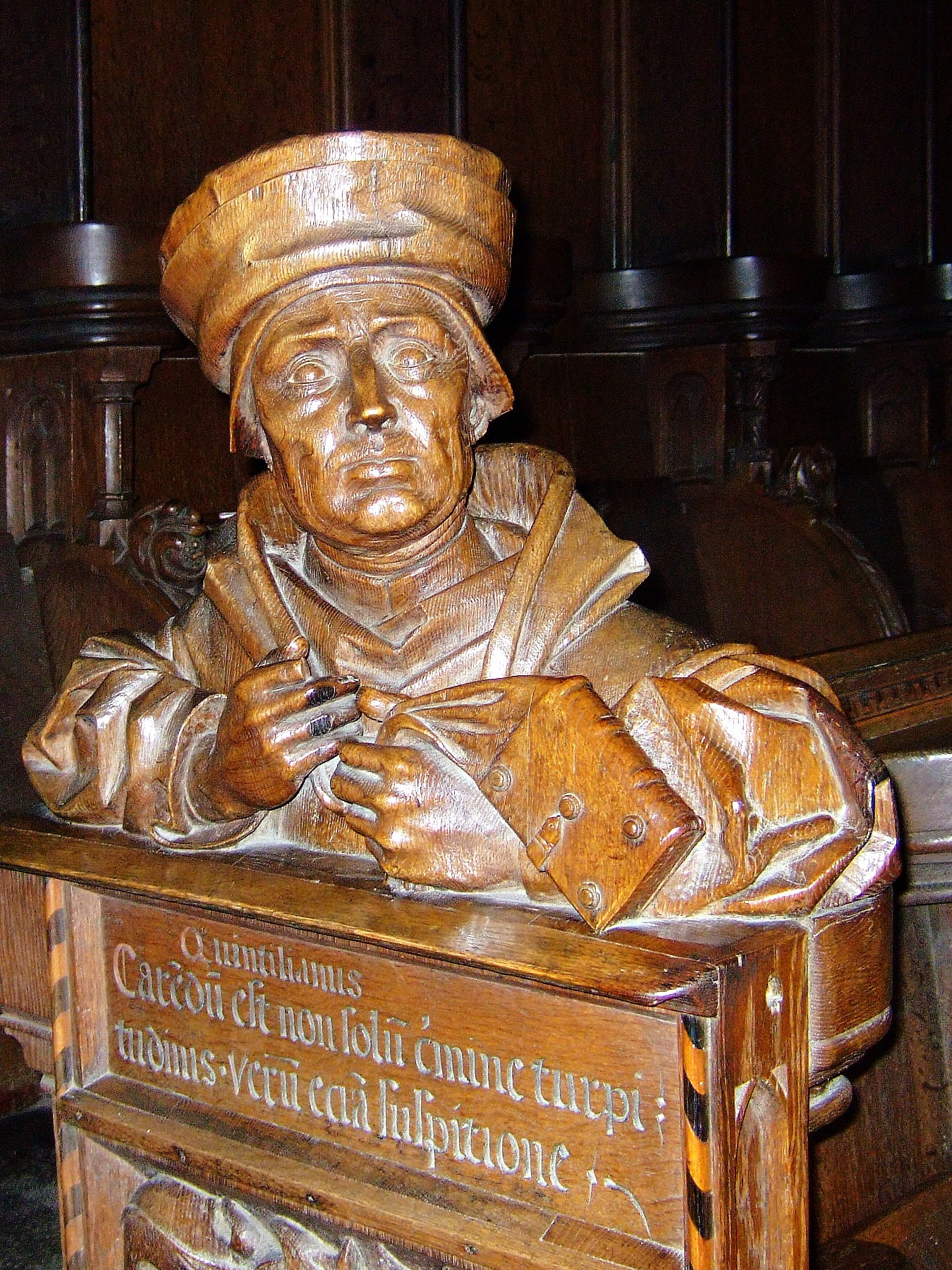
Büste Quintilians im Ulmer Münster, um 1470

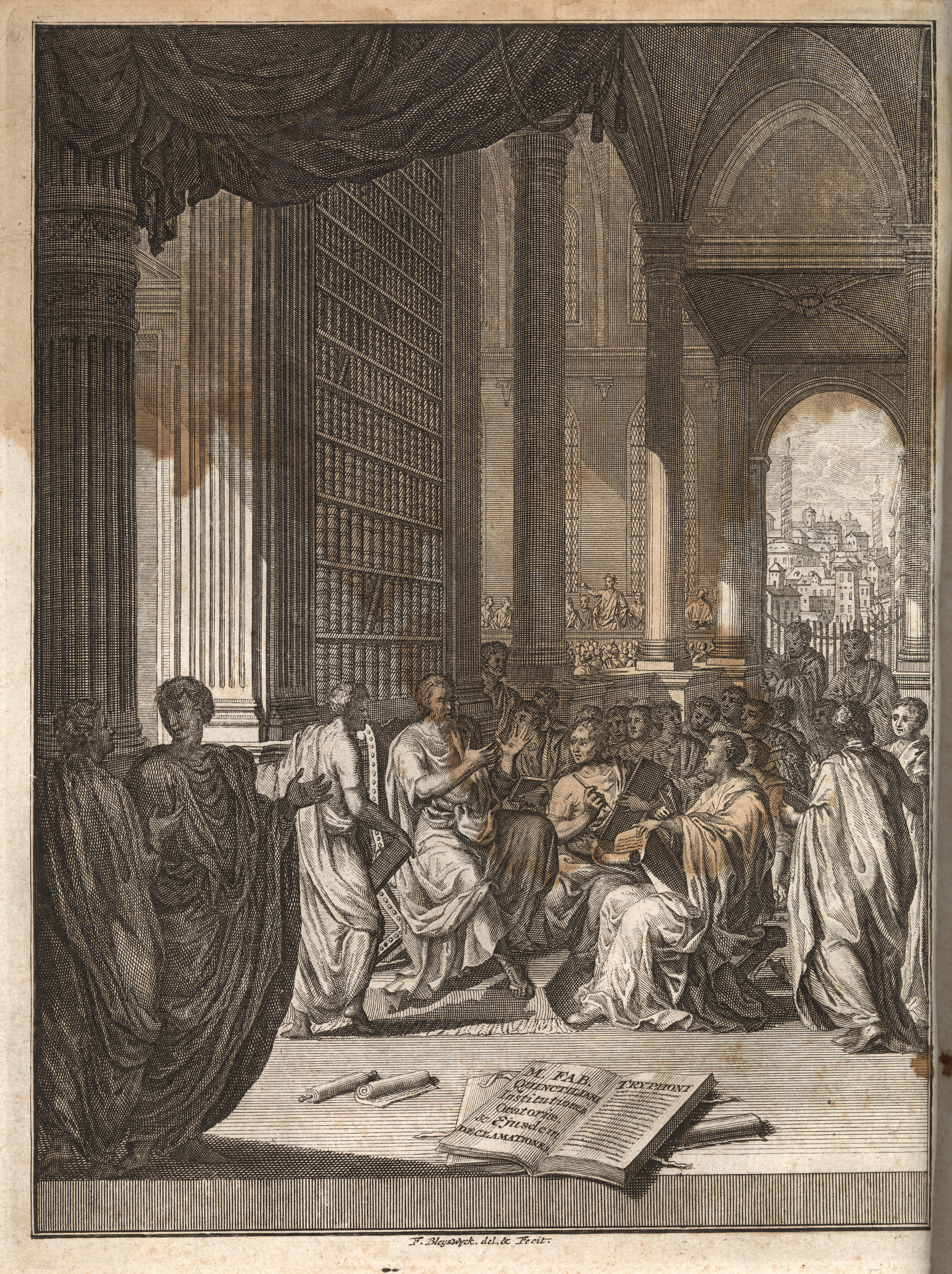
Idealisierte Darstellung Quintilians beim Lehren der Redekunst (Kupferstich, 1720)

Quintilian (mit vollem Namen Marcus Fabius Quintilianus; * um 35 in Calagurris; † um 96) war ein römischer Lehrer der Rhetorik. Sein im Mittelalter und in der Renaissance einflussreiches Werk rückte in der Mitte des 20. Jahrhunderts, nach der Abkehr vom argumentationstheoretischen Logizismus, wieder verstärkt in den Fokus der wissenschaftlichen Rezeption.

## Leben und Werk
Seine Ausbildung machte Quintilian in Rom bei Quintus Remmius Palaemon und Gnaeus Domitius Afer. Nach der Rückkehr in seine Heimat begleitete er 68 n. Chr. den zum Kaiser ernannten spanischen Statthalter Galba nach Rom. Hier war er zunächst als Anwalt und Redelehrer tätig; u. a. waren der jüngere Plinius und Juvenal seine Schüler. Sein Ruhm brachte ihm unter Kaiser Domitian die Verleihung der consularia ornamenta ein, die höchste Auszeichnung, die ein Nichtsenator erhalten konnte.
Als Vespasian in Rom öffentliche Rhetorikschulen einrichtete, wurde Quintilian der erste staatlich besoldete Lehrer der Rhetorik in Rom. Nach 20-jähriger Lehrtätigkeit trat Quintilian in den Ruhestand. Seit etwa 90 wirkte er weiter als Prinzenerzieher Vespasians des Jüngeren am Kaiserhof Domitians. Zugleich verfasste er sein Hauptwerk, die Institutio oratoria („Unterweisung in der Redekunst“) in zwölf Büchern, die zugleich ein umfassendes erzieherisches Anliegen hat. Sie behandelt, mit der elementaren Ausbildung beginnend, systematisch das gesamte Gebiet der Rhetorik. Quintilian war geprägt von der Redekunst und dem Stil Ciceros. Er sah in Cicero das Vorbild des Redners und Stilisten und die Verkörperung seines Bildungsideals.
Er verlangte eine natürliche Sprache und kritisierte die gekünstelte Rhetorik seiner Zeit, vertrat also in Anknüpfung an die Asianismus/Attizismus-Debatte zur Zeit Ciceros wie letzterer eine gemäßigte rhodische Mittelposition. Quintilians eigene Reden und weitere Schriften sind verloren. Die Thesen seiner Streitschrift De causis corruptae eloquentiae („Von den Ursachen des Verfalls der Beredsamkeit“) können jedoch aus Anspielungen der Institutio und in Tacitus’ Dialogus de oratoribus („Dialog über die Redner“) ungefähr rekonstruiert werden.
Das bedeutende, durch reiche persönliche Erfahrung geprägte Hauptwerk hat stark auf die Humanisten gewirkt und stellt die Grundlage des noch bis in neuere Zeit hinein wirksamen Ciceronianismus dar. Das 10. Buch des Werkes bietet einen Abriss der griechischen und römischen Literaturgeschichte mit abgewogenen Charakteristiken und feiner Kritik. Einschränkend muss aber festgehalten werden, dass die griechischen und römischen Autoren danach beurteilt werden, wie vorbildlich sie für den sich schulenden jungen Redner sind: Nicht eine abstrakte ästhetische Einordnung gibt Quintilian, er schätzt vielmehr den Nützlichkeitseffekt ein, den die Lektüre der Autoren für den Stil des Rhetorikschülers haben könnte.
Zwei unter Quintilians Namen überlieferte Werke Declamationes stammen wohl aus dessen Schule. Sie enthalten eine Sammlung von Übungsreden. Die Schüler sollten hier gemäß einer zeittypischen Lehrform, die Quintilian selbst allerdings scharf kritisierte, an einem fiktiven, meist geradezu absurden Rechtsfall in je einer Anklage- und Verteidigungsrede formal ihren Scharfsinn und ihr Sprachgefühl entwickeln.

## Textausgaben und Übersetzungen
- M. Fabii Qvintiliani Oratoriarvm Institvtionum Lib. XII. una cum Declamationibus eiusdem argutissimis […]. Apvd Sanctam Coloniam, in aedibus Eucharij Ceruicorni, & Heronis Fuchs. M. D. XXI. mense Martio [= März 1521] (digitalisierte Ausgabe der Universitäts- und Landesbibliothek Düsseldorf).
- M. Fabii Quintiliani Institutionis Oratoriae Liber 1, hrsg. mit einer Einführung und Kommentar von Francis Henry Colson. Cambridge University Press, Cambridge 1924; erneut ebd. 2013, ISBN 1-107-68906-6; sowie Olms, Hildesheim 2013, ISBN 978-3-487-30329-1 (nur Buch 1; Colson liefert vor allem eine breite Darstellung der Rezeptionsgeschichte bis 1920).
- M. Fabi Qvintiliani Institvtionis oratoriae libri dvodecim, hrsg. von Michael Winterbottom (Oxford Classical Texts). Zwei Bände, Oxford University Press, Oxford 1970 (kritische Ausgabe des lateinischen Textes, für wissenschaftliche Arbeit unerlässlich).
- Quintilian: Über Pädagogik und Rhetorik. Eine Auswahl aus der „Institutio oratoria“, hrsg. und übersetzt von Marion Giebel. Goldmann, München 1974 (Auszüge aus den Büchern 1, 2 und 10; Buch 12 komplett; knappe Erläuterungen und ausführliche Einleitung der Herausgeberin).
- Quintilien: De l’institution oratoire. Zwölf Bücher in sieben Bänden, hrsg. von Jean Cousin und Paul Jal (Reihe Collection des universités de France, Série latine). Verlag Belles lettres, Paris 1975–2000, ISBN 2-251-01202-8 (Bd. 1), ISBN 2-251-01203-6 (Bd. 2) usw. (ausführliche Einleitungen und Anmerkungen, in Französisch).
- Quintilian: Institutio oratoria X. Lehrbuch der Redekunst, 10. Buch, hrsg. von Franz Loretto. Reclam, Stuttgart 1995, ISBN 3-15-002956-2 (lateinisch und deutsch, mit Kommentar).
- Quintilian: The Orator’s Education, hrsg. von Donald A. Russell (Reihe Loeb Classical Library). Revidierte Auflage, Harvard University Press, Cambridge/MA 2001, ISBN 0-674-99591-0 (für Bd. 1) usw. (reichhaltige Anmerkungen in Englisch).
- Marcus Fabius Quintilianus: Ausbildung des Redners. Zwölf Bücher, hrsg. von Helmut Rahn. Fünfte Auflage, Wissenschaftliche Buchgesellschaft, Darmstadt 2011 (lateinisch und deutsch; einzige vollständige Übersetzung in Deutsch).
- Quintilian: Pädagogische Texte aus der Antike, hrsg. von Walter Burnikel (Exemplarische Reihe Literatur und Philosophie, Band 34). Sonnenberg, Annweiler 2013, ISBN 3-933264-74-X (Quellensammlung, 20 Texte aus beiden Büchern der Institutio, neu übersetzt vom Herausgeber, zusätzliche Erläuterungen oder Zusammenfassungen weiterer Quellen).